# ビッカーズ・ベルチェー軽機関銃
ビッカーズ・ベルチェー軽機関銃（Vickers-Berthier light machine gun ）は1925年にイギリスで開発された軽機関銃である。

## 開発経緯
ビッカーズ・ベルチェーの原型となる機関銃は1909年にフランス軍人のアンドレ・ベルチェーによって設計され、改良を重ねた後に1917年にアメリカ陸軍での性能テスト後に一度は正式採用が決定していた。しかしアメリカ本土での設備施設の不足や第一次世界大戦の終結から結局生産は行われず、その後1925年にイギリスのビッカース社が本銃の製造権を買い取り、ビッカース・ベルチェー軽機関銃Mk.1として生産を開始した物である。
機関部にはガス圧動作式を採用し、弾薬はブレン軽機関銃と同様に「.303ブリティッシュ弾（7.7mm×56R）」を採用、弾倉には30発入りの箱型弾倉を上部から装填する方式を採用している。その後30発箱型弾倉のほかに96発のドラム式弾倉を装着させ航空機関銃として使用した物、二脚から三脚に変更した物（ビッカース・ベルチェー軽機関銃Mk.3）など数種類が登場している。
イギリス軍では1931年からルイス軽機関銃の代替として配備が開始されたが、同時にイギリス軍に提出されていたチェコスロバキア製のZB vz.30軽機関銃（ブレン軽機関銃の原型軽機関銃）との性能試験で敗北した為、イギリス軍では順次新型のブレン軽機関銃に取り替えられ、英国特殊部隊や北アフリカ戦線の偵察部隊などで若干使用されるに至った。
一方、イギリス連邦の植民地軍では引き続きビッカース・ベルチェー軽機関銃の量産が行われ、主にインドではイシャポール造兵廠にて1945年までビッカース・ベルチェー軽機関銃Mk.3の量産が行われている。
また海外に対してもビッカース・ベルチェーのセールスは行われ、ラトビアやリトアニアなどのバルト三国やスペイン、ボリビアなど南米諸国に対しても輸出が行われ、第二次世界大戦中にはソ連に対しても輸出（または供給）が行われた。

## バリエーション
- ビッカース・ベルチェーMk.1：イギリスにて生産された初期生産型タイプ
- ビッカース・ベルチェーMk.2：Mk.Iの改良型。銃身の放熱ファンやフラッシュサプレッサーを採用、バレル交換の簡略化など小改良が施されている
- ビッカース・ベルチェーMk.3：植民地軍などで使用されたモデル。インドのイシャポール造兵廠で量産された。ベルチェーシリーズ中最多生産数を誇る